# 학천초등학교
학천초등학교는 대한민국 경상북도 포항시 북구에 있는 공립 초등학교다.

## 학교 연혁
- 2010. 03. 01 학천초등학교 개교
- 2010. 03. 01 초대 심상복 교장 취임
- 2011. 03. 01 초등 20학급, 병설유치원 1학급 편성
- 2011. 05. 01 교육과학기술부 요청「창의·인성교육」모델학교
- 2011. 05. 01 경상북도교육청 지정「창의·인성교육」연구학교
- 2012. 09. 01 제2대 김우환 교장 취임
- 2015. 02. 13 제5회 졸업식(졸업생: 80명, 총: 368명)
- 2015. 03. 01 제3대 김진수 교장 취임
- 2015. 03. 01 초등 27학급, 병설유치원 1학급 편성
- 2019. 03. 01 초곡초등학교 개교와 함께 분리 이관